# Église Saint-Amatre d'Auxerre
L'église Saint-Amâtre est une église d'Auxerre dans le département de l'Yonne en Bourgogne (région Bourgogne-Franche-Comté).
Construite au IIIe siècle, elle a été démolie au XVIIIe siècle.

## Situation
L'église se trouve à Auxerre aux nos 3-5 de la rue d'Eckmühl,,,, proche des remparts du XIIe siècle  au sud-ouest.

## Description
La crypte
La crypte pré-romane contient un sarcophage mérovingien encastré dans un mur datant du IVe siècle, qui a très probablement servi de reliquaire. Les colonnes sont construites avec des matériaux antiques récupérés,.

## Histoire

### IVesiècle
Sur le mont Autricus, plus tard appelé le mont Artre, se trouvait un cimetière gallo-romain contenant plusieurs oratoires. Au IVe siècle saint Amâtre, 5e évêque d'Auxerre (386-418), fait un voyage à Autun et en ramène des reliques de saint Symphorien évêque d'Autun, qu'il dépose dans l'un de ces oratoires. Cet oratoire prend subséquemment le nom de Saint-Symphorien.
Saint Amâtre est enterré dans le cimetière du mont Artre aux côtés de sainte Marthe son épouse, dans un oratoire qui prend rapidement son nom.
Mamert, un païen converti vivant à l'époque de saint Germain successeur d'Amâtre, affirme qu'il a eu ses visions à côté de la « basilique » Saint-Amâtre. Saint Urse (év. 502-507) a vécu en solitaire pendant plusieurs années près de la même église.
Les statuts de saint Aunaire (év. 572-605) écrits vers 580, et ceux de Tétrice (év. 691-706) la nomment également « basilique ».

### IXesiècle
Début IXe siècle Angelelme (en) (év. 813-828) fait construire une grande châsse en or et argent pour y mettre un vêtement d'Amâtre. Chrétien (év. 860-873) et Frotaire (év. de Bordeaux 860-876) lèvent ensemble la dépouille d'Amâtre de sa première sépulture (celle-ci était peut-être près de l'entrée) dans l'église Saint-Amâtre pour la placer dans la crypte (de la même église) ; selon le moine Robert auteur de la Chronique de saint Marien, cette translation est de l'an 862. Ces reliques de saint Amâtre reposent dans la crypte du IXe au XIe siècle (installé sur le mont Autricus).

Au IXe siècle il est aussi question de bâtir une "basilique funéraire" dans le cimetière d'Auxerre - peut-être à l'occasion de cette translation.

### Xesiècle
Les abbayes Notre-Dame et Saint-Amatre, situées toutes deux dans les faubourgs d'Auxerre, sont données en « récompense bénéficiaire » à un seigneur non nommé mais que le chroniqueur qualifie de « tyrant ». Ce personnage, après en avoir profité longtemps, les fait passer comme biens de patrimoine à son fils l'évêque d'Autun.

### XIesiècle
Lorsque Champaleman devient évêque d'Auxerre (1054-1076), Notre-Dame et Saint-Amâtre sont encore sous le régime de bénéfice. Champaleman récupère Saint-Amâtre des mains de l'évêque d'Autun, qui est probablement Aganon de Mont-Saint-Jean.
En 1151 une communauté régulière s'y installe, dirigée par un abbé et qui dépend de Saint-Étienne.
Mais un des successeurs de Champalleman fait venir en 1163 ou 1164 des moines de l'abbaye Saint-Satur (située dans le Berry). Saint-Amâtre devient un simple prieuré, et dès lors dépend de son abbaye-mère Saint-Satur. L'église a peut-être été rebâtie à cette époque, dont date la crypte actuelle. Elle a aussi été rebâtie au XVIIe siècle.

### XIIIesiècle
Au temps du comte Pierre II de Courtenay, le 1er juin 1216 (mercredi de la Pentecôte), un feu détruit toutes les maisons du marché, c'est-à-dire depuis le château jusqu'au faubourg Saint-Amâtre, et endommage l'église Saint-Amâtre et l'église Saint-Eusèbe. Pierre de Courtenay est sur le point de partir pour la Grèce et il n'y a pas de traces qu'il ait fait quoi que ce soit de particulier pour les réparations, bien qu'il affectionne la ville d'Auxerre.
En 1220 l'abbé de Saint-Père et le prieur de Saint-Amâtre passent un accord concernant les dîmes pour certaines terres situées sur les paroisses de Saint-Julien et de Saint-Amâtre.

### XVIIIesiècle
En 1738 un accord se fait entre les capucins d'Auxerre et le prieur de Saint-Amâtre, pour le droit de ce dernier à faire procession dans l'église des capucins.
L'église est détruite après la Révolution.

#### Destruction et la crypte
De nos jours il ne reste de l'église que sa crypte hexagonale du XIIe siècle, sous une maison de vignerons construite en partie avec les matériaux de l'église. Un seul pavé du pavage est d'origine, ainsi que les colonnes présentes, les arcs brisés de la voûte et le  sarcophage mérovingien encastré dans le mur.

## Les environs immédiats

### Cimetière Saint-Amâtre
Il s'agit du cimetière gallo-romain dit cimetière du Mont-Artre, et non du cimetière Saint-Amâtre actuel installé en 1793 à l'emplacement du couvent des capucins. Les cinq premiers évêques d'Auxerre y sont inhumés : saint Pèlerin et ses compagnons saint Corcodome (diacre venu de Rome), saint Alexandre et saint Jovinien (sous-diacres), saint Marse (prêtre) ; saint Marcellien, saint Valérien, saint Hellade et saint Amâtre.
Du temps de saint Germain 6e évêque d'Auxerre (418-448), vit un puyaudin nommé Mamert ou Mamertin, un païen « idolâtre » selon Lebeuf. Mamert perd l'usage d'un œil et d'une main. Il rencontre dans la campagne un certain Sabin ou Savin, appartenant au clergé d'Auxerre, qui lui dit que dans cette ville se trouve « un médecin plus puissant que les fausses divinités ». Mamert se met en route pour Auxerre, passe une nuit dans un des oratoires du cimetière du Mont Artre à cause du mauvais temps, et a la vision de ces cinq premiers évêques d'Auxerre célébrant la messe. Il rencontre ensuite saint Germain qui le guérit et le baptise, puis se fait religieux dans l'abbaye Saint-Marien d'Auxerre (future abbaye Saint-Marien) dont il devient l'abbé. Mamert a lui-même écrit l'histoire de sa vision et de sa conversion, récit que l'on retrouve dans la vie de saint Germain écrite par Constance.
Les restes d'un criobole qui a servi de cercueil ont été découverts en 1731 dans le cimetière, à proximité de l'église. Un morceau porte une inscription : « Pro salvte Dominorvm - Dedicavit Modesto et Probo cos ». La mention de Modestus et de Probus fait remonter ces vestiges à l’an 228. 

Sur ce criobole figuraient dans un angle une tête de bélier et dans un autre angle une sculpture indéterminée. Le début de l'inscription a été endommagé par les premiers chrétiens lorsqu'ils ont creusé la pierre pour s'en servir comme cercueil. Le prieur de Saint-Amâtre a fait scier ce cercueil en trois morceaux mais a gardé l'inscription intacte.
Proche de ces restes de criobole a également été découvert un fragment de pierre portant l'inscription : « PATER AVG LVPERCVSET CANTATILLA CONIVX ».
Des cercueils de pierre datant des premiers siècles de notre ère ont été retrouvés autour de l'église. M. Quantin a trouvé des morceaux de deux d'entre eux, dont une pierre sciée à dessein et portant une inscription romaine.